# Evangelische Kirche (Ebersgöns)

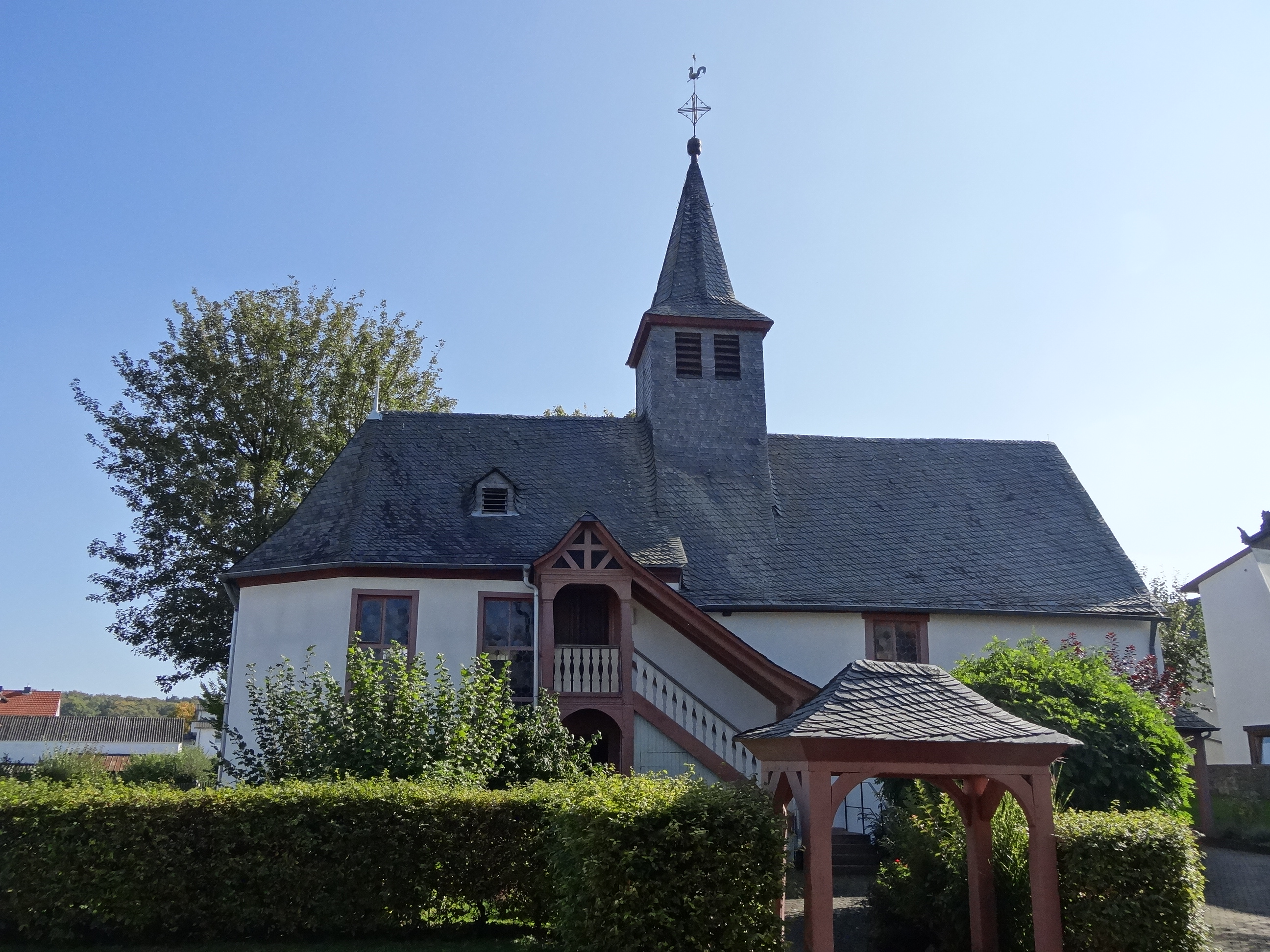
Nordseite der Kirche

Die Evangelische Kirche in Ebersgöns, einem Stadtteil von Butzbach im Wetteraukreis in Mittelhessen, ist eine im Kern romanische Kirche aus dem 13. Jahrhundert, die in den Jahren 1690 und 1772 erweitert wurde und ihre heutige Rokoko-Gestalt erhielt. Sie prägt das Ortsbild und ist hessisches Kulturdenkmal.

## Geschichte

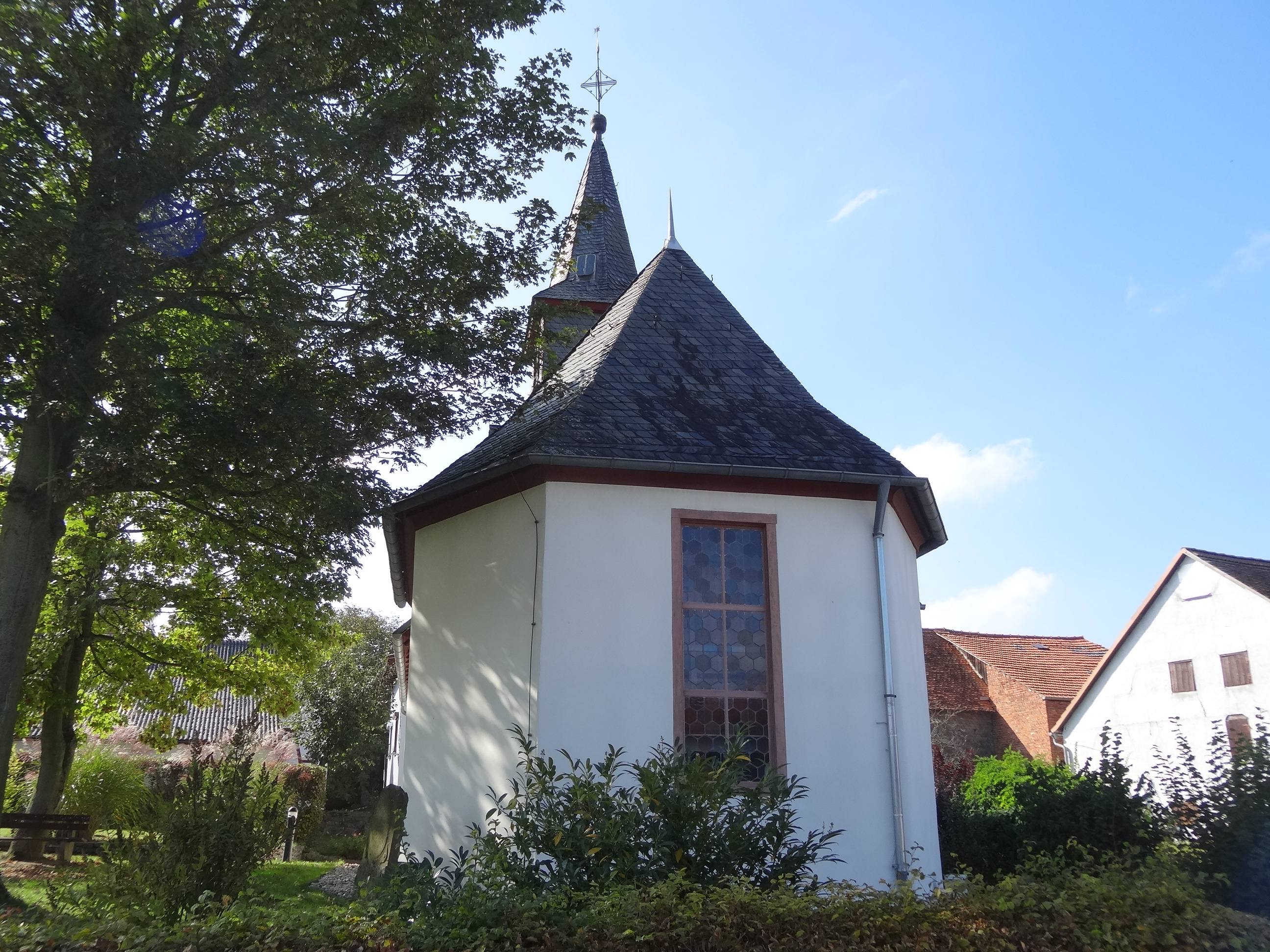
Ostseite

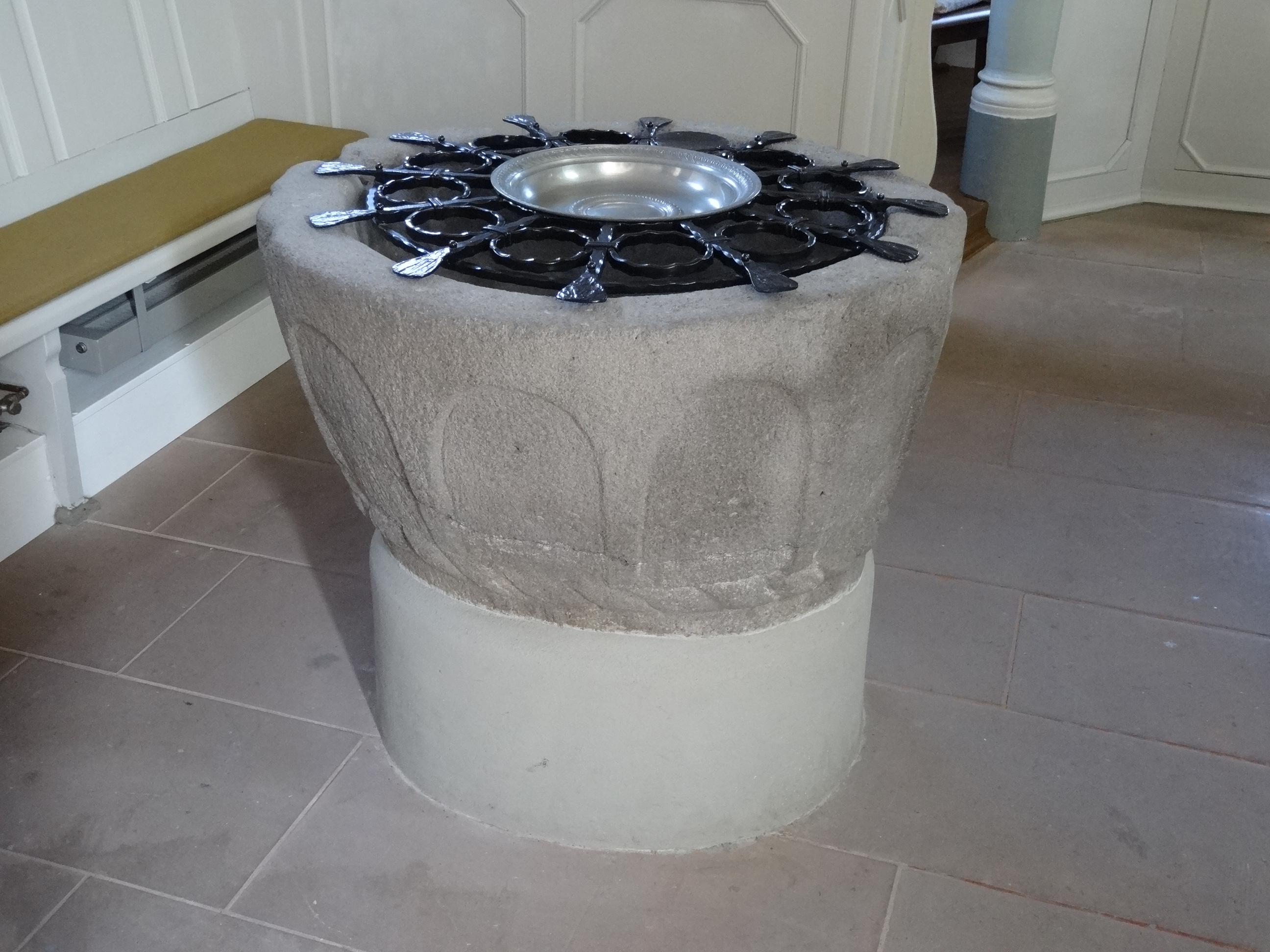
Romanischer Taufstein

Im Jahr 1331 ist die Erwähnung der Flurbezeichnung „hinter der Kirche“ gesichert. Die mittelalterliche Kirche wird im Jahr 1360 erstmals erwähnt, als das Patronat von den Gottfried von Eppstein an den Grafen Johann von Falkenstein ging. Die Kirche geht spätestens auf das 13. Jahrhundert zurück und unterstand dem Patrozinium der Maria Magdalena. Im Mittelalter war Ebersgöns katholisch und kirchlich dem Dekanat Wetzlar und Archidiakonat St. Lubentius Dietkirchen im Bistum Trier zugeordnet und unterstand der Sendkirche von Großenlinden. Mit Einführung der Reformation unter Graf Anton von Isenburg im Jahr 1532 wechselte Ebersgöns mit dem gesamten Amt Cleeberg zum evangelischen Bekenntnis. Der katholische Pfarrer Johannes Vatterges konvertierte und wurde erster evangelischer Pfarrer.
Ursprünglich hatte die kleine Kirche einen rechteckigen Chorabschluss und besaß keinen Glockenturm. Im Jahr 1690 erfolgte ein Erweiterungsumbau der Kirche, die einen neuen Ostabschluss und einen Dachreiter für zwei Glocken erhielt, die im selben Jahr gegossen wurden. Zudem scheint das Kirchendach erhöht worden zu sein, worauf das Dachgebälk hinweist. Ein tiefgreifender Umbau der Kirche führte 1771/1772 zum heutigen Grundriss. In östliche Richtung wurde das Schiff um einen Chor aus Fachwerk verlängert. Es erhielt einen Dachreiter für zwei Glocken und eine Kirchenuhr und eine stuckierte Flachdecke. Zudem wurden Emporen und die heutige Kanzel eingebaut. Der äußere Aufgang zur Männerempore entstand um 1900.
Dem Wunsch des Presbyteriums in den 1950er Jahren nach Abriss der alten Kirche und einem Neubau an derselben Stelle wurde vonseiten der Kirchenleitung  aus Denkmalschutzgründen nicht entsprochen. Stattdessen erfolgte in den Jahren 1957 bis 1960 eine Renovierung. In diesem Zuge wurde der Dachreiter erneuert und um 1,60 Meter erhöht, um Raum für eine dritte Glocke zu schaffen. Außerdem wurden aus Platzgründen die alte Turmuhr und das Ziffernblatt an der Nordseite entfernt. Aufgrund statischer Erfordernisse sichert eine Stahlkonstruktion auf dem Dachboden seitdem den Dachreiter, um das Geläut abzufangen, das seitdem elektrisch betrieben wurde.
Während Ebersgöns, das bis 1976 zum Landkreis Wetzlar gehörte, seit dem 1. Januar 1977 durch die Gebietsreform in Hessen dem Wetteraukreis zugeschlagen wurde, blieb die Kirchengemeinde weiterhin im evangelischen Kirchenkreis Wetzlar in der Evangelischen Kirche im Rheinland. Die Baulast-Verpflichtung für alle Gebäude der Kirchengemeinde lag bis zum 30. April 1979 bei der Zivilgemeinde Ebersgöns. Sie wurde mit Vertrag vom 11. Mai 1979 zwischen dem Magistrat der Stadt Butzbach und dem evangelischen Presbyterium der Kirchengemeinde abgelöst mit einer Zahlung von einmalig 179.000 DM an die Kirchenkasse.
Die 17 Brüstungsbilder an den Emporen, bisher nur einmal 1958 fixiert, wurden 1979 mit fachlicher und finanzieller Unterstützung des Hessischen Landesamtes für Denkmalpflege saniert. Um die Bilder einzeln aus der Bretterbrüstung von 1792 herausnehmen zu können, wurden die Emporen von der Ebersgönser Schreinerei Eichmaier umgebaut. Örtlich verantwortlich waren Bezirks-Denkmalpfleger Rupert Reiter und ehrenamtlich für die Gemeinde Ebersgöns Baurat und Altbürgermeister Gerhard Ludwig. 1979 erhielt der Innenraum einen neuen Anstrich und 1989/1990 die Kirche einen neuen Außenputz. Eine umfassende Sanierung der Kirche folgte in den Jahren 2005 bis 2012. Im Jahr 2005 wurden die Außentreppe und 2006 die Fenster saniert und die Portale von späteren Farbschichten befreit. Die Sanierung der Eingangsbereiche folgte im Jahr 2007, der Innenanstrich durch den Kirchenmaler Karl-Bernd Beierlein und die Instandsetzung der Innentreppe 2009. Im Jahr 2011 war eine Schwammsanierung erforderlich. Beierlein restaurierte 2011 die Kanzel und 2012 weitere hölzerne Ausstattungsstücke.
Die evangelischen Gemeinden Ebersgöns und Oberkleen sind seit 1963 pfarramtlich verbunden. Oberkleen fusionierte zum 1. Januar 2021 mit den Kirchengemeinden Dornholzhausen und Niederkleen zur Evangelischen Kirchengemeinde Kleebachtal, die weiterhin mit Ebersgöns pfarramtlich verbunden ist. Beide Kirchengemeinden gehören zum Evangelischen Kirchenkreis an Lahn und Dill in der Evangelischen Kirche im Rheinland.

## Architektur

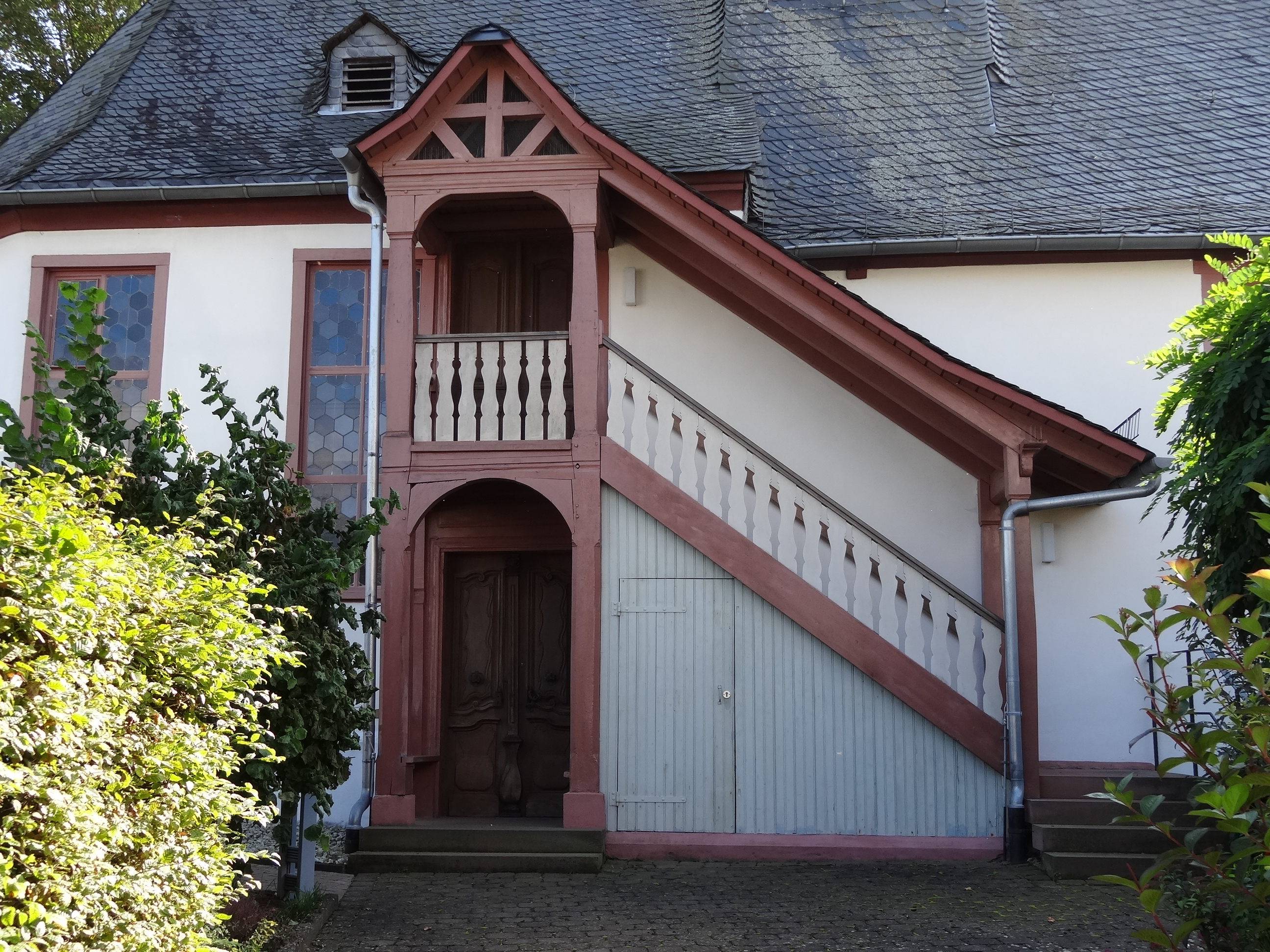
Nordportale der Kirche

Die Saalkirche ist südöstlich des alten Dorfkerns etwas abseits der Hauptstraße errichtet und nicht genau geostet, sondern fast von Südwest nach Nordost ausgerichtet. Von dem dahinter liegenden Friedhof ist die Mauerumfriedung noch teilweise erhalten. Von der Straße führt ein hölzerner Torbogen mit verschiefertem Dach zum Nordportal. Das romanische Kirchenschiff auf rechteckigem Grundriss ist massiv aufgemauert und hat mehr als einen Meter starke Wände. Der älteste, westliche Teil hat einheimisches Kalksteinmauerwerk und der Mittelteil von 1690 Bruchsteinmauerwerk aus Feldsteinen, die mit Lehm verputzt sind. Der östliche Choranbau mit dreiseitigem Abschluss von 1772 besteht aus verputztem Fachwerk. Große Rechteckfenster in Holzrahmung belichten den Innenraum an den Langseiten und die Ostseite des Chors.
Ein überdachter Außenaufgang über dem rechteckigen, holzsichtigen Portal aus Eichenholz an der Nordseite führt zum ähnlich gestalteten Emporenzugang im Obergeschoss. Die hölzerne Türrahmung imitiert ein profiliertes Gewände aus rotem Sandstein. Als drittes Portal erschließt ein eichenes Westportal die Kirche. Die zweiflügeligen Holztüren haben mittig einen Pilaster und sind mit geschwungenem hölzernem Beschlagwerk und bronzenen Türgriffen, Schlössern und Knäufen mit Engelsköpfen im Stil des Rokoko aufwändig gestaltet. Die Knäufe wurden um 1995 gestohlen, anhand fotografischer Vorlagen von der Bildhauerin Eva Broschek im Wachsmodell rekonstruiert und dann von der Firma Rincker in Bronze gegossen und eingebaut. Die Kosten übernahm Gerhard Ludwig als Stiftung.
Mittig ist ein verschieferter Dachreiter aufgesetzt, dessen kubusförmige Glockenstube in einen oktogonalen Spitzhelm übergeht, der von Turmknauf, schmiedeeisernem Kreuz und Wetterhahn bekrönt wird.

## Ausstattung

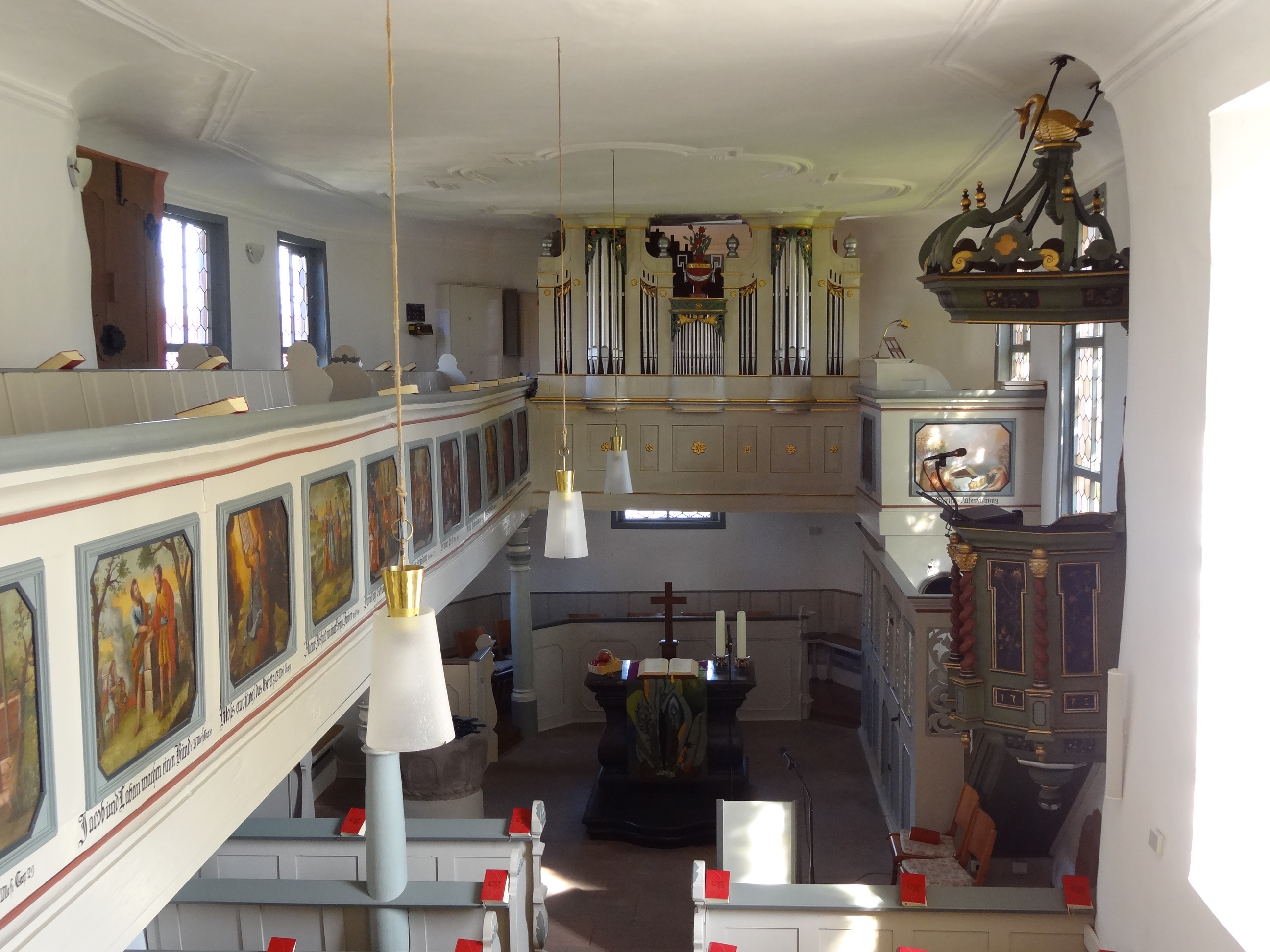
Innenraum Richtung Osten

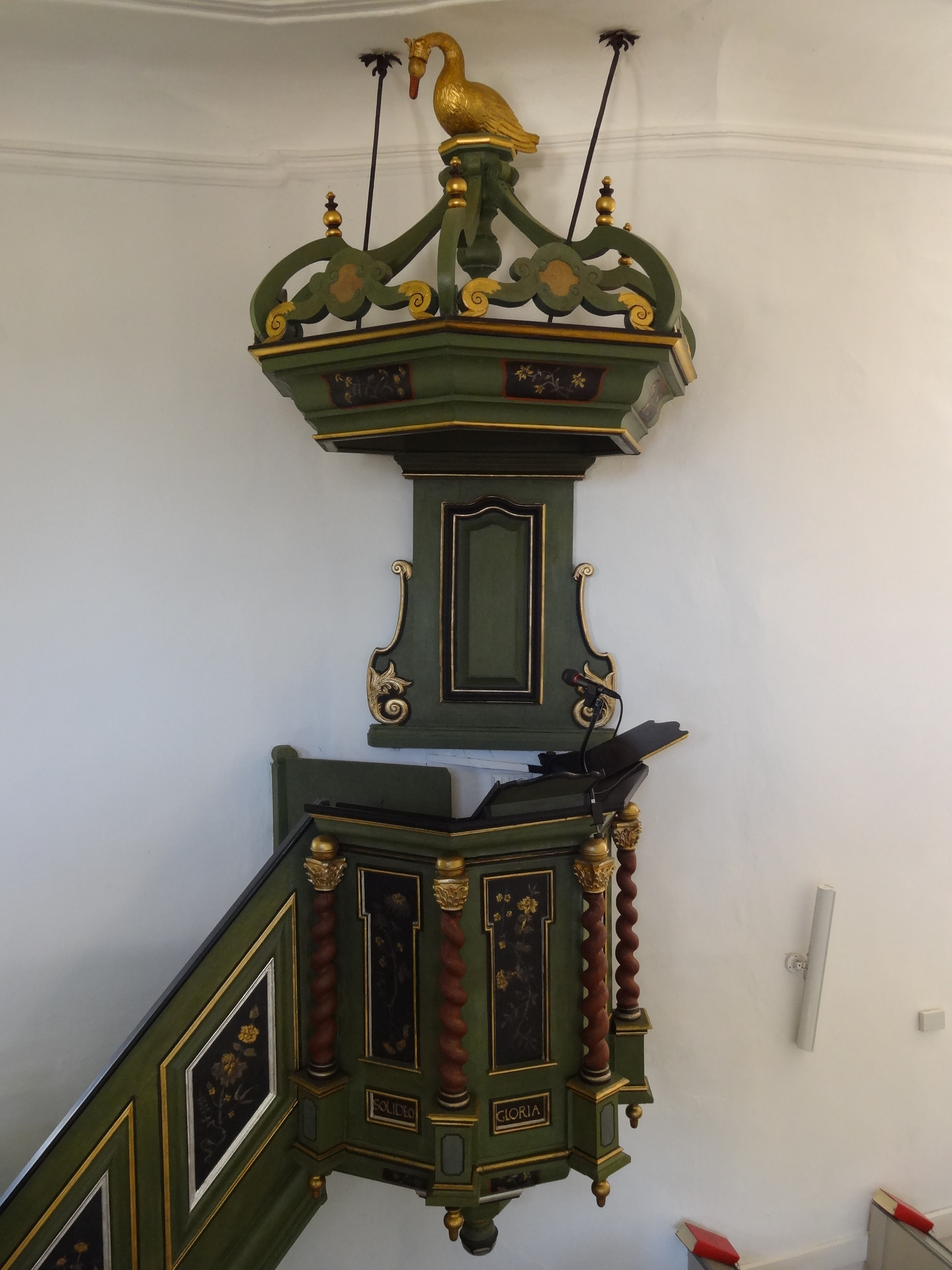
Barockkanzel von 1772

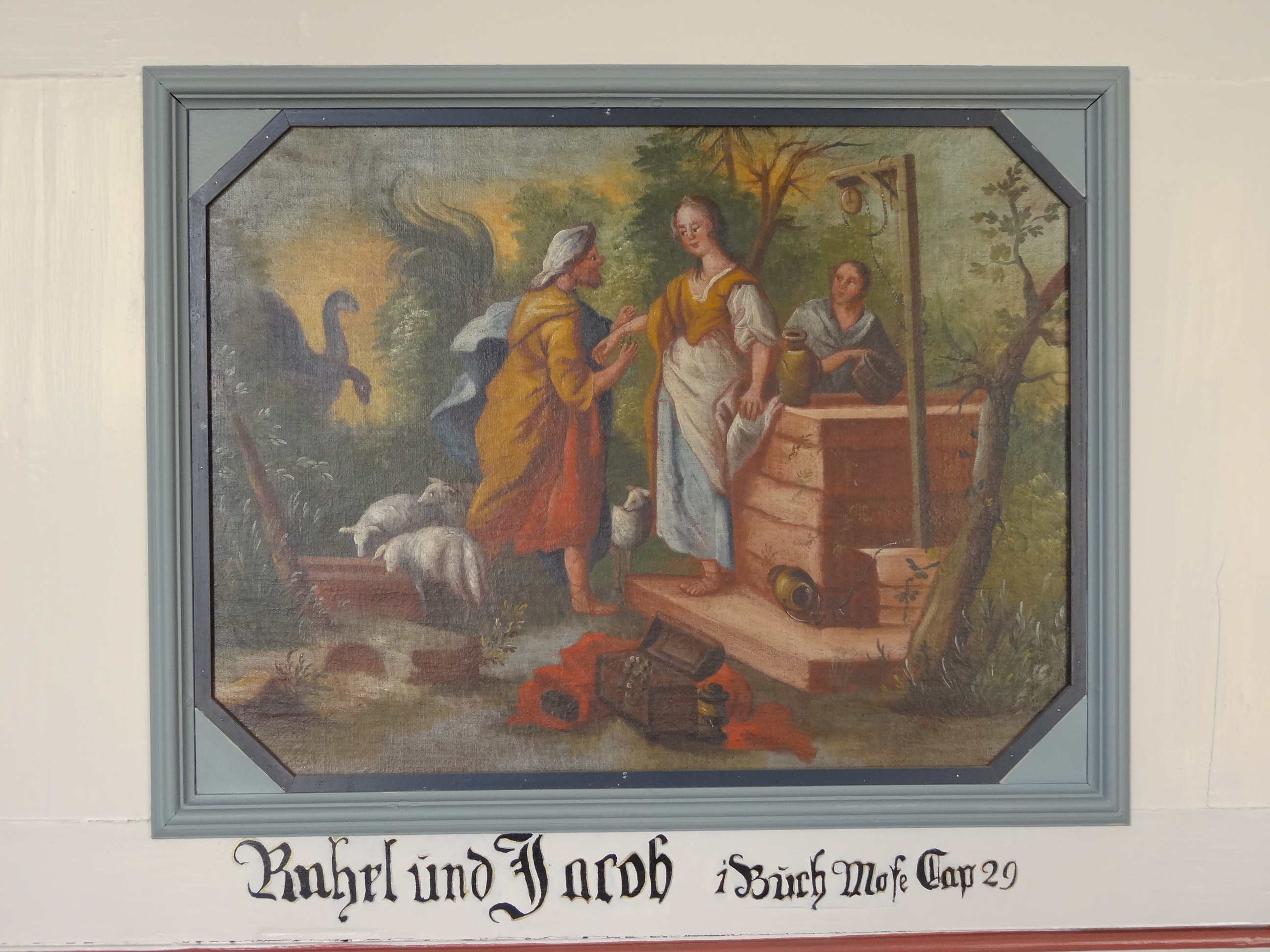
Brüstungsbild: Rahel und Jakob

Der Innenraum wird von einer Flachdecke mit Voute abgeschlossen, die 1772 im Langschiff Stuckprofile und im Chor einen Stuckspiegel erhielt.
Ältester Einrichtungsgegenstand ist der romanische Taufstein aus Basaltlava mit einem Rundbogenfries. Wahrscheinlich fand er im Zuge der Kirchenerweiterung 1772 draußen vor der Kirche seinen Aufstellungsort. Bis in die 1960er Jahre diente er auf einer Wiese als Viehtränke, bevor er 1967 im Südchor aufgestellt wurde. Im Jahr 1989 wurde er wieder in der Kirche auf einem neuen Sockel aufgestellt. Seitdem trägt ein eigens angefertigtes schmiedeeisernes Auflagegitter die Taufschale.
Die hölzerne, polygonale Kanzel von 1772 ist an der Südwand zwischen Chor und Schiff aufgestellt. Sie erhielt im Zuge der Restaurierung durch Beierlein im Jahr 2001 wieder ihre ursprüngliche grüne Fassung von 1772, 2002 unter Ölanstrichen wiederentdeckt. Die T-förmigen Füllungen der Kanzelfelder, die bis zu ihrer Freilegung mit einem Bibelspruch übermalt waren, haben filigrane Blumenornamente mit gelben Blüten. In gleicher Malweise finden sich die Blumenornamente in kleinen Feldern im unteren Teil der Kanzel und in den Füllungen am Kanzelaufgang. Die Kanzelfelder werden durch gedrehte Freisäulen gegliedert, die auf quadratischen Basen mit nach unten hängenden vergoldeten Spitzen stehen und in vergoldeten korinthischen Kapitellen mit Akanthusblättern enden. Kleine querrechteckige Füllungen tragen die Inschrift „SOLI DEO / GLORIA / 17 / 72“. Der siebeneckige Schalldeckel mit profiliertem Kranzgesims ist an der Unterseite mit einer weißen Taube auf einem gelben Strahlenkranz bemalt, die von vier geflügelten Engelsköpfen umgeben wird, die aus dunklen Wolken kommen. Der geschwungene Aufbau des Schalldeckels, der durch vergoldete Spitzen und Voluten verziert wird, wird von einer goldenen Gans bekrönt, die eine umgestülpte Krone trägt. Das Motiv der Gans wird kunstgeschichtlich mit dem Kirchenkritiker Jan Hus („Gans“) in Verbindung gebracht. Sie kann aber hier in Anspielung auf den Ortsnamen verstanden werden und diente dem 1974 genehmigten Ortswappen als Vorlage.
Der Kanzelaufgang ist durch einen hölzernen Pfarrstuhl zugänglich, der unten Füllungen aufweist und oben durchbrochenes Rankenwerk. Unterhalb der Kanzel ist in der Wand ein Grabstein aus rotem Sandstein in der Mauer eingelassen, der an Hedwig Vigelu (Weigel) († 1607), Ehefrau des damaligen gräflichen Küchenmeisters zu Cleeberg, erinnert: „ANNO 1607 DE 2 TAG FEBRURY STARB DIE EHRT GETSAME FRAU HEDWIG DES EHRHAFTE JOAN VIGELU GRAF SOLMS KUCHEMEISTER ZU CLEBERG EHELICHE HAUSFRAU DERE SELE GOT GAB: IHRES ALTERS 30 JAR.“
Der hölzerne Altar hat eine Marmorplatte aus weiß-geädertem, schwarzem Lahnmarmor („Schupbacher Schwarz“). Auf ihm stehen zwei Leuchter und ein schlichtes Holzkreuz ohne Korpus. Die Altarbibel wurde 1995 von Pastor Michael Ruf als Ersatz für eine abgängige aus dem Jahr 1935 gestiftet. Erhalten ist ein hölzernes Vortragekreuz mit einem Kruzifix des Dreinageltypus.
Das hölzerne Gestühl mit geschwungenen Wangen im Stil des Rokoko lässt einen Mittelgang frei. Der Fußboden ist mit roten Sandsteinplatten aus dem Frankfurter Raum belegt.
Die dreiseitig umlaufende Empore ruht auf drei Rundsäulen. Auf die Emporenbrüstung sind 17 Brüstungsbilder mit biblischen Darstellungen von der Schöpfung bis zur Kreuzigung aufgemalt, zehn Szenen aus dem Alten und sieben aus dem Neuen Testament. Da die Bilder nicht auf Leinwand, sondern direkt auf das Holz aufgetragen wurden, mussten die Bilder 1978 aus der Brüstung gesägt und nach der Restaurierung wieder eingefügt werden. Die unsignierten Bilder mit schwarzen Bildunterschriften, die auf die entsprechende Bibelstelle verweisen, werden Daniel Hisgen und einer zweiten Hand zugeschrieben. Sie stammen aus dem letzten Viertel des 18. Jahrhunderts. Passend zum Bilderzyklus schenkte Beierlein der Gemeinde 2012 ein Bild mit einer Auferstehungsszene, das an der Brüstung unterhalb des Spieltisches der Orgel angebracht wurde.

## Orgel

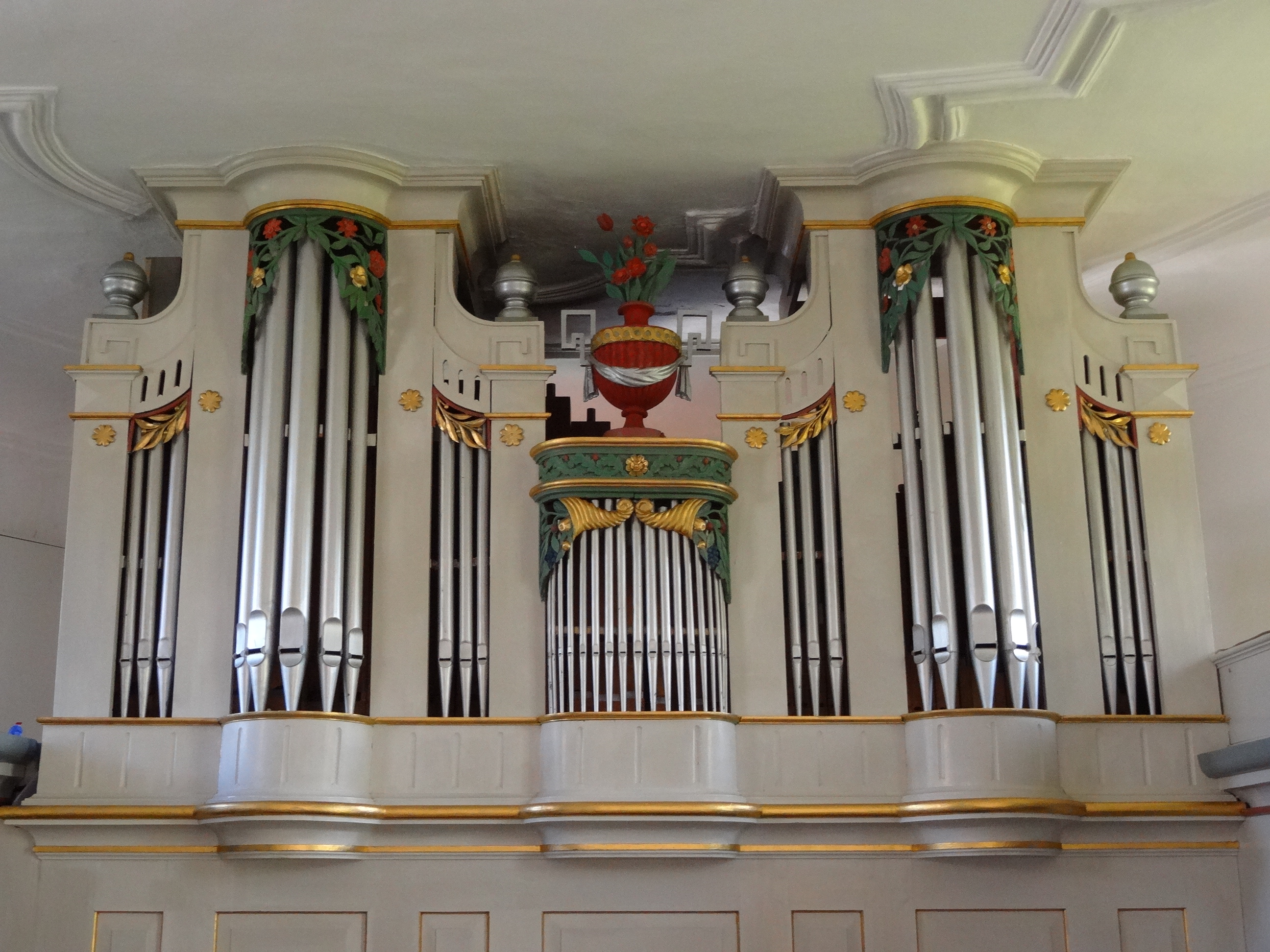
Orgel hinter historischem Prospekt von 1825

Im Jahr 1825 schaffte die Gemeinde eine erste Orgel an, die vermutlich Johann Georg Bürgy baute. Zuvor wurde der Gemeindegesang von einem Vorsänger begleitet, zuletzt von Heinrich Wächtershäuser (1752–1830). In einem Vertrag vom 14. Februar 1825 zwischen der Zivil- und der Kirchengemeinde wird anlässlich des Orgelneubaus vereinbart, dass der Schulmeister die Orgel unentgeltlich spielen soll. Das einmanualige Instrument besaß sieben Register auf dem Manuale und zwei im Pedal. Der schlechte Zustand dieser Orgel im Jahr 1870 führte ein Jahr später zum Einbau neuer Bälge durch Friedrich Weller aus Wetzlar. Sie tat ihren Dienst bis 1937. Die Firma Friedrich Weigle aus Echterdingen schuf 1938 ein neues Werk hinter dem historischen, siebenachsigen Prospekt. Es wurde zuletzt bei einer größeren Kirchenrenovierung 1960 überholt. Die seitenspielige Orgel verfügt über sieben Register, die sich auf zwei Manuale und Pedal verteilen. Das Pedal wird durch zwei Transmissionen verstärkt.
| I Manual C–   |    |
| Gedeckt       | 8′ |
| Principal     | 4′ |
| Mixtur III–IV |    |

| II Manual C– |    |
| Salicional   | 8′ |
| Floete       | 4′ |
| Principal    | 2′ |

| Pedal C–            |     |
| Subbass             | 16′ |
| Gedecktbass (aus I) | 8′  |
| Oktavbass (aus I)   | 4′  |

- Koppeln: II/I, I/P, II/P

## Glocken
Für den neuen Dachreiter wurden 1690 zwei neue Glocken von Dilman Schmid aus Aßlar gegossen, von denen noch eine erhalten ist. Die andere wurde 1847 durch Glockengießer Otto aus Gießen ersetzt. Sie wurde im Ersten Weltkrieg an die Rüstungsindustrie abgeliefert und eingeschmolzen, anschließend ersetzt und im Zweiten Weltkrieg wieder abgeliefert. Als Ersatz goss die Firma Rincker in Sinn 1950 eine neue Glocke. Nach Erhöhung des Dachreiters lieferte Rincker 1958 eine dritte Glocke.
| Nr. | Gussjahr | Gießer, Gussort      | Schlagton | Inschrift | Bild |
| 1   | 1950     | Gebr. Rincker, Sinn  | gis1      | „Nach Kampf und Streit in schwerer Zeit ruf ich erneut zur Ewigkeit“ |      |
| 2   | 1690     | Dilman Schmid, Aßlar | h1        | „wer von gott ist der höret gottes wort * martinus meurer conrad köhler beide schuldeis zu ebers gens * 1690 dilman schmid von asslar gos mich im namen der gantzen gemein“ |      |
| 3   | 1958     | Rincker, Sinn        | cis2      | „Christus spricht: Ich bin die Auferstehung und das Leben Den Gefallenen und Vermissten der beiden großen Kriege zum Gedächtnis. Die Evangelische Gemeinde Ebersgöns“       |      |